# Варенников, Иван Семёнович
Ива́н Семёнович Варе́нников (1901—1971) — советский военачальник, генерал-лейтенант (17.11.1943). Участник Великой Отечественной войны в должности начальника штаба Сталинградского фронта (1942), начальника штаба Южного фронта (1943), генерал-адъютанта по особо важным оперативным делам Г. К. Жукова (1943—1946). Заместитель начальника основного факультета по учебной работе в Военной академии имени М. В. Фрунзе (1946—1947), начальника штаба Гражданской обороны СССР (1961—1971).

## Биография

### Довоенный период
Родился 28 сентября (11 октября) 1901 год в селе Катенино Оренбургской губернии.
В 1918 году окончил 3 класса Высшего начального училища.
В 1919 году окончил 4-й класс в школе Елизаветопольской станицы.
С ноября 1919 года по июнь 1920 года работал председателем Совета в селе Катенино.
15 июня 1920 года был призван в Красную Армию.
Член ВКП(б) с 1921 года. Партийный билет № 0268519, выдан политотделом 6-й кавалерийской дивизии.
С июня 1921 по ноябрь 1923 года обучался на 25-х Троицких, 2-х Уфимских, 20-х Екатеринбургских, 3-х Омских командирских военных курсах.
С ноября 1923 года по октябрь 1924 года проходил стажировку, а затем службу на должностях помощника командира взвода.
С августа 1925 года по сентябрь 1927 года — слушатель Киевской объединённой школы командиров. После окончания школы проходил службу на должностях помощника начальника штаба, начальник 2-го отделения 12 кавалерийской дивизии города Краснодара.
С мая 1931 года по май 1934 года слушатель военной академии имени Фрунзе.
С мая 1934 года по июнь 1938 года начальник оперативного отдела штаба 4 Донской казачьей ордена Ленина, Краснознаменной ордена Красной Звезды дивизии имени т. Ворошилова, в чине майора. С июня 1938 года по январь 1940 года начальник штаба дивизии, в чине полковника. Комбригом с 26 марта 1933 по июль 1937 был Георгий Константинович Жуков.
С января по ноябрь 1940 года начальник штаба 6-го казачьего кавалерийского корпуса имени И. В. Сталина.
В 1940—1941 гг. слушатель Академии Генерального штаба.

### Великая Отечественная война

#### Начальник штаба 26-й армии
С ноября 1940 по сентябрь 1941 г. начальник штаба 26-й армии, сформированой в июле 1940 г. в Киевском Особом военном округе.
С началом Великой Отечественной войны, имея в своем составе 8-й стрелковый и 8-й механизированный корпуса, 8-й укрепленный район, а также артиллерийские, инженерные и другие части, была включена в Юго-Западный фронт 1-го формирования, участвовала в приграничном сражении, вела тяжелые оборонительные бои на винницком направлении, восточнее Проскурова.
В ходе проведения Киевской стратегической оборонительной операции (7 июля — 26 сентября 1941 г.) войска армии нанесли несколько контрударов по немецкой 1-й танковой группе и задержали её продвижение южнее Киева.
В конце августа 1941 г. войска армии были отведены на левый берег Днепра, где вели оборонительные бои на участке южнее Киева — Золотоноша. С середины сентября в составе киевской группировки войск фронта вела боевые действия в окружении. Одиннадцать дней шли бои, армия прорвала кольцо окружения и вышла к линии фронта.
25 сентября 1941 г. полевое управление армии было расформировано, а её вышедшие из окружения войска переданы на укомплектование соединений и частей Юго-Западного фронта.
За успешное проведение операции награждён орденом Красного Знамени 5 ноября 1941 года.

#### Начальник штаба 37-й армии
С октября 1941 г. по сентябрь 1942 г. начальник штаба 37-й армии 2-го формирования, сформированной 15 ноября 1941 г. в составе Южного фронта 1-го формирования на основании приказа командующего войсками Южного фронта от 5 ноября 1941 г. для прикрытия ростовского направления. В неё вошли 51, 96, 99, 216, 253-я и 295-я стрелковые дивизии, танковые, артиллерийские и другие части.
В ходе Ростовской стратегической операции (17 ноября — 2 декабря) войска армии ударом во фланг немецкой 1-й танковой армии разгромили часть её сил и содействовали 9-й и 56-й армиям в освобождении г. Ростов-на-Дону (29 ноября). К концу операции соединения армии вышли к реке Миус на участке Куйбышево, Берестов.
В январе 1942 г. армия участвовала в Барвенково-Лозовской наступательной операции (18-31 января), в феврале — начале марта вела наступательные бои на краматорском направлении.
Летом и осенью 1942 г. армия находилась последовательно в составе Южного фронта, Донской группы Северо-Кавказского фронта (с 29 июля), Северной группы Закавказского фронта 2-го формирования (с 11 августа). Её войска вели тяжелые бои в ходе Донбасской, Моздок-Малгобекской (1-28 сентября) оборонительных операций.
С января 1942 г. генерал-майор.
В ходе боевых действий армии И. В. Варенников был ранен.
Из наградного листа:

Генерал-Майор ВАРЕННИКОВ работает Начальником Штаба 37 Армии со дня её организации — с ноября м-ца 1941 года. В период формирования Управления Армии приложил много сил и энергии по обучению и сколачиванию Штаба Армии, как органа управления войсками, в ограниченные сроки, во время проведения ростовской операции.
В период подготовки и проведения Ростовской операции по разгрому группы Клейста в ноябре м-це 1941 г., при не укомплектованности Штаба Армии основными оперативными работниками, а также несмотря на недостаточное количество технических средств связи, тов. ВАРЕННИКОВ своей неутомимой работой, энергией и напористостью сумел обеспечить четкое и бесперебойное управление войсками армии и обеспечить успех проведенной наступательной операции 37 Армии по освобождению Ростова.
В последующих наступательных операциях армии периода январь — март 1942 года в районе Яма-Кирово Сталинской области, Генерал-Майор ВАРЕННИКОВ также своей неутомимой работой обеспечивал бесперебойное управление войсками, чем способствовал успешному проведению наступательных боев частей армии.
В период апрель-июнь м-цы 1942 года Генерал-Майор ВАРЕННИКОВ очень много работал по поднятию боевой подготовки войск и укреплению оборонительных рубежей Армии, на которых в первые дни наступления — 8 июля 1942 года немецко-фашистские войска потеряли более 200 танков и 10000 человек живой силы, не сумев сломать оборону Армии.
На протяжении всего периода ожесточенных боев, в июле-августе, м-цах 1942 года, когда части Армии отходили по приказу Военного Совета Фронта на новые рубежи, благодаря неутомимой работе и исключительной энергии, проявленной тов. ВАРЕННИКОВЫМ, управление боем частей Армии нигде не терялось, что давало возможность, не только планомерно выводить живую силу и технику частей армии, но и наносить удары, истреблять живую силу и технику наступающего врага.
Ввиду отхода соседних частей и открытия флангов части армии 4 раза были в окружении и только благодаря сохранению управления частями и четкости работы основных отделов Штаба под руководством тов. ВАРЕННИКОВА, — армия везде выходила из окружения, нанося значительные поражения противнику.
В процессе выхода армии из боя и окружения тов. ВАРЕННИКОВУ Военным Советом Армии поручались ряд боевых заданий на самых ответственных участках, и он, не щадя своей жизни выполнял их с честью.
Благодаря пониманию современного боя и большевистской ответственности, лично тов. ВАРЕННИКОВ с оперативной группой Штаба всегда находился на самых ответственных участках, управляя боем частей армии.
Генерал-майор ВАРЕННИКОВ, умело управляя Штабом, к концу отхода сумел сохранить Штаб армии полностью, как коллектив, так и матчасть и средства связи.
Несмотря на большой пройденный маршрут с упорными боями, благодаря хорошему управлению со стороны тов. ВАРЕННИКОВА, все основные части армии сохранились и вышли из боя, и с 13 августа 1942 года, в соответствии с приказом Командующего Северной группой заняли рубеж обороны и крепко его удерживают по настоящее время.
За умелое руководство штабом и обеспечение управления частями, за проявленное личное мужество и храбрость на поле боя — Генерал-Майор ВАРЕННИКОВ ДОСТОИН НАГРАЖДЕНИЯ ОРДЕНОМ «КРАСНОЕ ЗНАМЯ».
Командующий 37-й армией генерал-майор Козлов П. М.

Член военного совета полковой комиссар Найденов

#### Начальник штаба Сталинградского фронта
Решением Ставки Верховного Главнокомандования 28 сентября 1942 г. назначен начальником штаба Сталинградского фронта, созданного 12 июля 1942 года на основании директивы Ставки ВГК от 12 июля 1942 года.
Вновь Сталинградский фронт создан 30 сентября 1942 года на основании директивы Ставки ВГК от 28 сентября 1942 года путём переименования Юго-Восточного фронта. В его состав вошли 28-я, 51-я, 57-я, 62-я, 64-я общевойсковые армии, 8-я воздушная армия. В дальнейшем в него входили 2-я гвардейская армия, 5-я ударная армия. На войска фронта легла основная тяжесть боев в Сталинграде. Во взаимодействии с Донским и Юго-Западным фронтами им удалось истощить наступательные возможности противника. В ходе контрнаступления под Сталинградом войска фронта осуществили прорыв южнее города и 23 ноября 1942 года совместно с войсками Юго-Западного фронта завершили окружение группировки противника под Сталинградом, сформировали внешнее кольцо окружения, в течение декабря 1942 года не дали возможность деблокировать окруженных.
1 января 1943 года согласно директиве Ставки ВГК от 30 декабря 1942 года Сталинградский фронт был переименован в Южный фронт. В его состав вошли 2-я гвардейская, 5-я Ударная, 28-я, 51-я общевойсковые армии и 8-я воздушная армия, в последующем — 3-я гвардейская и 44-я армии. В оперативном подчинении фронта находилась Азовская военная флотилия. В январе — феврале 1943 года войска фронта осуществили Ростовскую операцию, в результате которой продвинулись на 300—500 км, освободили Ростов и вышли к р. Миус.
И. С. Варенников с января по апрель 1943 года являлся начальником штаба Южного фронта.
Командующим фронтом был назначен генерал-полковник А. И. Еременко, членом Военного Совета — Н. С. Хрущёв, командующим 62-й армией — генерал-майор В. И. Чуйков.
Из наградного листа:

 Тов. ВАРЕННИКОВ И. С. с 14 октября −42 г. непосредственно производил разработку по прорыву и окружению частей противника в районе г. Сталинграда.
Разработал и руководил разгромом Котельниковской и Тормосинской группировок противника.
Кроме повседневной оперативной работы в самом штабе, для осуществления этих операций выезжал в войска и конкретно руководил на месте войсками, проводившими операцию по его разработке.
ВЫВОД: Тов. Варенников И. С. заслуживает награждения Правительственной награды орденом Кутузова первой степени.
Командующий войсками генерал-полковник А. И. Еременко

Член военного совета Н. С. Хрущёв

#### Генерал-адъютант Г. К. Жукова
С апреля 1943 года был переведён в штаб Г. К. Жукова и назначен на должность генерал-адъютанта по особо важным оперативным делам с присвоением звания генерал-лейтенанта.
Вместе с Жуковым генерал-лейтенант Варенников И. С. участвовал в Орловской, Курской битвах, в Киевской, Львовской, Варшавской, Познанской, Берлинской операциях. Присутствовал при подписании акта капитуляции Германии. Служил генерал-адъютантом Главкома советских оккупационных войск в Германии Г. К. Жукова.
Передав должность Главкома советских оккупационных войск в Германии Соколовскому, маршал Жуков и вместе с ним и И. С. Варенников прибыли в Москву для прохождения службы в Главном штабе сухопутных войск.

### После войны

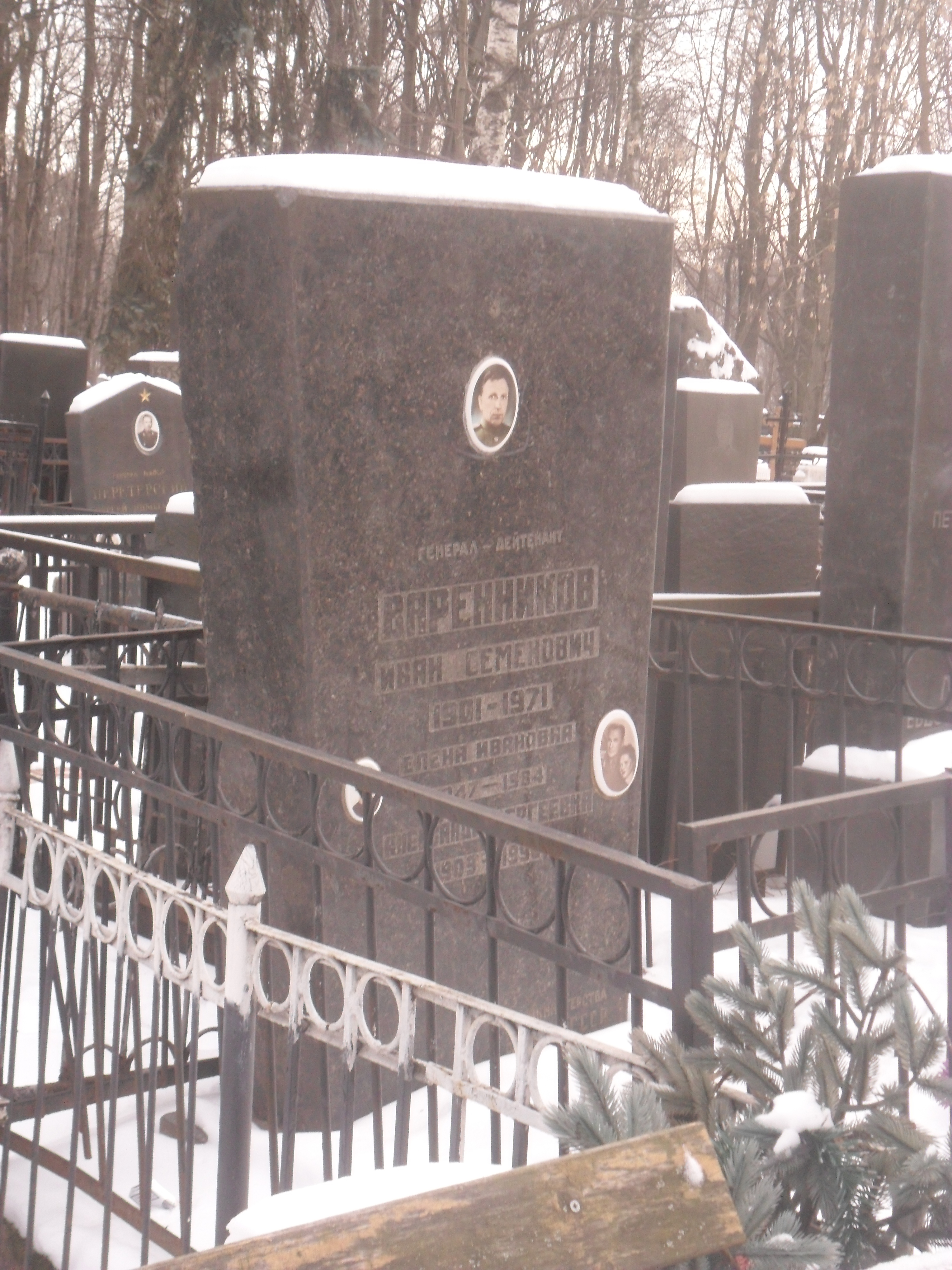
Могила Варенникова на Введенском кладбище Москвы.

По окончании войны работал заместителем начальника основного факультета по учебной работе в военной академии имени Фрунзе (май 1946 — декабрь 1947 г.г.).
В те годы началась «травля» Г. К. Жукова. И. В. Сталин и министр обороны Н. А. Булганин обвинили его в сепаратизме и бонапартизме.
В 1947 году Г. К. Жукова сняли с должности Главкома сухопутных войск и направили командовать Одесским военным округом, а Варенникова с группой генералов и офицеров, кто когда-либо работал с Жуковым, арестовали (12 марта 1948 года). Всех их физически принуждали признаться в подготовке организованного якобы маршалом Жуковым «военного заговора» против сталинского руководства. Этим делом руководили Абакумов и Берия.
После реабилитации (9 июля 1953 года) работал в центральном аппарате ДОСААФ.
Служил начальником штаба Гражданской обороны СССР (1961—1971), под руководством своего старого друга по Сталинградскому фронту и Группе войск в Германии Маршала Советского Союза В. И. Чуйкова (Начальник ГО СССР в 1961—1972).
Скончался 1 июня 1971 года. Похоронен на Введенском кладбище г. Москвы (29 уч.).

### Семья
- Жена Варенникова (Белова) Александра Сергеевна 1909—1990
- Дочь Варенникова Лидия Ивановна 1930—1978, Злобина с 1952 года
- Дочь Варенникова Майя Ивановна 1933-2020
- Дочь Варенникова Елена Ивановна 1947—1984

## Награды
Советские награды (орденская книжка № 137350)
- Два ордена Ленина № 33076 и № 48997
- Два ордена Красного Знамени № 21288 и № 6900
- Орден Кутузова I степени № 18 (08.02.1943)
- Орден Богдана Хмельницкого I степени № 29
- Орден Суворова II степени № 710
- Орден Отечественной войны I степени № 84076
- Медали, в том числе:
  - Медаль «За оборону Сталинграда» № 12346
  - Медаль «За оборону Кавказа» № 011884
  - Медаль «За победу над Германией в Великой Отечественной войне 1941—1945 гг.» № 00001187
  - Медаль «За взятие Берлина» № 289048
  - Медаль «За освобождение Варшавы»

Иностранные награды
- Орден «Крест Грюнвальда» II класса № 87171
- Крест Virtuti Militari V класса № 87172
- Медаль «За Варшаву 1939—1945» № 87173
- Медаль «За Одру, Ниссу, Балтик» № 87174